# Island City (Oregon)
Island City è una città degli Stati Uniti d'America situata nell'Oregon, nella Contea di Union.